# Puccinia petasitis
Puccinia petasitis är en svampart som beskrevs av Vestergr. 1909. Puccinia petasitis ingår i släktet Puccinia och familjen Pucciniaceae.   Inga underarter finns listade i Catalogue of Life.